# Edificiu pentru funcții cultural-sociale (monument din Bălți)
„Edificiu pentru funcții cultural-sociale” este numele dat unui monument de arhitectură din Bălți, Republica Moldova de importanță națională. Localul a fost construit la sfârșitul secolului al XIX-lea. A fost o locuință urbană, construită în stil modern, cu aliniere la linia roșie a străzii, cu o grădină în spatele casei. Modernul se observă în ornamentul de pe pereți, în desenul grilajului forjat. Forma simplă a localului este modificată de către pridvor, care-i redă compoziției un colorit viu. Geamurile sunt de diferite forme și mărimi. 
Clădirea fost protejată de demolările din centrul orașului datorită suportului istorico-revoluționar: în 1918 clădirea a servi drept sediu pentru adunarea deputaților soldaților și țăranilor din județul Bălți. Utilizarea în scop public a clădirii - sediu al poștei - a condus la degradarea arhitecturii fațadelor și modificarea interioarelor. Deși i-a asigurat un aspect decent, ultima reparație, a permis unele modificări regretabile: înlocuirea nejustificată a coronamentului clădirii cu unul caracterizat printr-un aspect greoi, specific activității artizanale suburbane și înlocuirea grilajului artistic din fier forjat, cu unul simplu, intervenții efectuate fără a ține cont de rigorile stilului.